# Inspektor Hooperman
Inspektor Hooperman (engl. Hooperman) ist eine US-amerikanische Fernsehserie mit John Ritter in der Titelrolle, die von 1987 bis 1989 von ABC produziert wurde. In der 42 Folgen umfassenden Serie spielte Ritter den zivil gekleideten Polizisten Harry Hooperman.

## Handlung
Nachdem die beliebte ältere Besitzerin eines Wohnhauses in San Francisco von einem Einbrecher ermordet wird, erbt Hooperman das heruntergekommene Haus, mit der Auflage, sich ihrer Polizisten-hassenden Jack-Russel-Hundedame Bijoux anzunehmen. Durch seine Tätigkeit als Polizist hat er wenig Zeit, sich um das Haus zu kümmern und es kommt oft zu Konfrontationen mit den Mietern und seiner Hausverwalterin Susan Smith, mit der sich im Laufe der Serie eine Romanze entwickelt. Eine der Nebenfiguren ist der schwule Polizist Rick Silardi.

## Hintergrund
Die von Steven Bochco (u. a. Polizeirevier Hill Street, L.A. Law – Staranwälte, Tricks, Prozesse, New York Cops – NYPD Blue) und Terry-Louise Fisher (L.A. Law) entwickelte Krimiserie hat einen familiären Charakter und oft pointierte Handlungsstränge. Deshalb wird die Serie dem Serientypus der Dramedy zugerechnet; einer Mischung aus Drama (bzw. Krimi) und Komödie (engl. comedy).

## Synchronisation
Die deutsche Synchronfassung entstand bei der Arena Synchron, Berlin. Thomas Danneberg schrieb das Dialogbuch und führte Regie.
| Rolle                 | Darsteller       | Synchronsprecher         |
| --------------------- | ---------------- | ------------------------ |
| Harry Hooperman       | John Ritter      | Rüdiger Joswig           |
| Susan Smith           | Debrah Farentino | Sabine Jaeger            |
| Celeste (C.Z.) Stern  | Barbara Bosson   | Kerstin Sanders-Dornseif |
| Boris „Bobo“ Pritzger | Clarence Felder  | Hermann Ebeling          |
| Maureen „Mo“ DeMott   | Sydney Walsh     | Katharina Gräfe          |
| Rick Silardi          | Joseph Gian      | Charles Rettinghaus      |
| Clarence McNeil       | Felton Perry     | Kurt Goldstein           |

## Episodenliste

### Staffel 1
| Nr. (ges.) | Nr. (St.) | Deutscher Titel            | Originaltitel                                | Erstausstrahlung USA | Deutschsprachige Erstausstrahlung (D) | Regie                     | Drehbuch         |
| ---------- | --------- | -------------------------- | -------------------------------------------- | -------------------- | ------------------------------------- | ------------------------- | ---------------- |
| 1          | 1         | Die Erbschaft              | Hooperman                                    | 23. Sep. 1987        | 6. Okt. 1989                          | Gregory Hoblit            | Steven Bochco    |
| 2          | 2         | Ein begnadeter Schnüffler  | The Answer My Friend, Is Passing In The Wind | 30. Sep. 1987        | 13. Okt. 1989                         | Gregory Hoblit            | Steven Bochco    |
| 3          | 3         | Der Fernsehheld            | Don We Now Our Gay Apparel                   | 7. Okt. 1987         | 20. Okt. 1989                         | Rick Wallace              | Steven Bochco    |
| 4          | 4         | Der Kronzeuge              | Aria Da Capo                                 | 14. Okt. 1987        | 27. Okt. 1989                         | John Patterson            | Steven Bochco    |
| 5          | 5         | Hilfe aus dem Jenseits     | John Doe, We Hardly Knew Ye                  | 28. Okt. 1987        | 3. Nov. 1989                          | John Patterson            | Rick Kellard     |
| 6          | 6         | Der Todesschuß             | The Shooting                                 | 4. Nov. 1987         | 10. Nov. 1989                         | Nick Havinga              | Steven Bochco    |
| 7          | 7         | Der Kredithai              | Hot Wired                                    | 18. Nov. 1987        | 17. Nov. 1989                         | Michael Zinberg           | Steven Bochco    |
| 8          | 8         | Der Babysitter             | Baby Talk                                    | 25. Nov. 1987        | 24. Nov. 1989                         | Anson Williams            | Steven Hollander |
| 9          | 9         | Nachruf auf Danny Welles   | Blues For Danny Welles                       | 2. Dez. 1987         | 1. Dez. 1989                          | Kim Friedman              | Steven Bochco    |
| 10         | 10        | Das Geständnis             | I, Witness                                   | 9. Dez. 1987         | 8. Dez. 1989                          | Kim Friedman              | Rick Kellard     |
| 11         | 11        | Fröhliche Weihnachten      | Deck The Cell With Bars Of Folly             | 23. Dez. 1987        | 22. Dez. 1989                         | Peter Werner              | Steven Bochco    |
| 12         | 12        | Ein tödlicher Irrtum       | The Naked And The Dead                       | 6. Jan. 1988         | 9. Feb. 1993                          | Paul Lynch                | Steven Bochco    |
| 13         | 13        | Der Spion                  | The Snitch                                   | 13. Jan. 1988        | 7. Dez. 1990                          | Rick Wallace              | Steven Bochco    |
| 14         | 14        | Liebe auf den ersten Blick | Chariots Of Fire                             | 20. Jan. 1988        | 7. Dez. 1990                          | Michael Zinberg           | James Kramer     |
| 15         | 15        | Späte Rache                | High Noon                                    | 3. Feb. 1988         | 14. Dez. 1990                         | Kim Friedman              | Steven Hollander |
| 16         | 16        | Schatten der Vergangenheit | Blaste From The Past                         | 10. Feb. 1988        | 18. Jan. 1991                         | Anson Williams            | Phil Kellard     |
| 17         | 17        | Der große Auftritt         | Tomato Can                                   | 9. März 1988         | 21. Dez. 1990                         | John Patterson            | John Schulian    |
| 18         | 18        | Im Zeichen der Angst       | Me And Mr. Magoo                             | 16. März 1988        | 25. Jan. 1991                         | Carl Gottlieb             | Rick Kellard     |
| 19         | 19        | Baby an Bord               | Baby On Board                                | 6. Apr. 1988         | 8. Feb. 1991                          | Bethany Rooney            | Gina Wendkos     |
| 20         | 20        | Trudy und Clyde            | Trudy And Clyde                              | 13. Apr. 1988        | 15. Feb. 1991                         | Michael Zinberg           | Phil Kellard     |
| 21         | 21        | Kleiner Mann in großer Not | Nick Derringer, P.i.                         | 4. Mai 1988          | 22. Feb. 1991                         | Michael Zinberg           | Steven Bochco    |
| 22         | 22        | Der Zwillingsbruder        | Surprise Party                               | 18. Mai 1988         | 1. März 1991                          | Tom Moore, John Patterson | Gary Rosen       |

### Staffel 2
| Nr. (ges.) | Nr. (St.) | Deutscher Titel               | Originaltitel                        | Erstausstrahlung USA | Deutschsprachige Erstausstrahlung (D) | Regie             | Drehbuch          |
| ---------- | --------- | ----------------------------- | ------------------------------------ | -------------------- | ------------------------------------- | ----------------- | ----------------- |
| 23         | 1         | Der Hinterhalt                | Requiem For An S.O.B.                | 30. Nov. 1988        | 8. März 1991                          | Win Phelps        | Rick Kellard      |
| 24         | 2         | Mit leeren Händen             | We’ll Always Have Paris              | 7. Dez. 1988         | 15. März 1991                         | Alan J. Levi      | Jill Gordon       |
| 25         | 3         | Ein Bruch kommt selten allein | Who Do You Truss?                    | 14. Dez. 1988        | 22. März 1991                         | Alan J. Levi      | Phil Kellard      |
| 26         | 4         | Auf der Suche nach Bijoux     | In Search Of Bijoux                  | 21. Dez. 1988        | 5. Apr. 1991                          | Anson Williams    | Jill Gordon       |
| 27         | 5         | Zellengenossen                | Look Homeward, Dirtbag               | 11. Jan. 1989        | 12. Apr. 1991                         | Rob Cohen         | Rick Kellard      |
| 28         | 6         | Nachmieter gesucht            | Nightmare In Apartment One           | 18. Jan. 1989        | 19. Apr. 1991                         | Jeff Melman       | Phil Kellard      |
| 29         | 7         | Der Teufel läßt bitten        | Hooperman Goes To Hell In A Handcart | 25. Jan. 1989        | 26. Apr. 1991                         | Ron Lagomarsino   | Michael I. Wagner |
| 30         | 8         | Der Schein trügt              | Rashomanny                           | 1. Feb. 1989         | 2. Dez. 1993                          | Ron Lagomarsino   | R.W. Goodwin      |
| 31         | 9         | Liebesqualen                  | In The Still Of My Pants             | 8. Feb. 1989         | 3. Mai 1991                           | Betty Thomas      | Jill Gordon       |
| 32         | 10        | Die Überraschungsparty        | The Dating Game                      | 15. Feb. 1989        | 10. Mai 1991                          | Neema Barnette    | Sam Greenbaum     |
| 33         | 11        | Ein Mord nach Drehbuch        | Intolerance                          | 22. Feb. 1989        | 8. Dez. 1993                          | Eric Laneuville   | Michael I. Wagner |
| 34         | 12        | Schwester Denise              | The Nun And I                        | 1. März 1989         | 17. Mai 1991                          | Roy Campanella II | Linda Morris      |
| 35         | 13        | Ein todsicherer Tip           | The Sure Thing                       | 15. März 1989        | 15. Dez. 1993                         | Bethany Rooney    | Jill Gordon       |
| 36         | 14        | Eine Leiche auf Abwegen       | The Long So Long                     | 22. März 1989        | 31. Mai 1991                          | Jeffrey D. Brown  | Bob Dolan Smith   |
| 37         | 15        | Der richtige Riecher          | Stakeout                             | 14. Juni 1989        | 14. Juni 1991                         | Max Tash          | Jill Gordon       |
| 38         | 16        | Vorsicht, bissiger Hund       | Dog Day Afternoon, Morning And Night | 21. Juni 1989        | 29. Dez. 1993                         | Betty Thomas      | Jill Gordon       |
| 39         | 17        | Der Bankbetrug                | Love Bytes                           | 28. Juni 1989        | 28. Juni 1991                         | Arlene Sanford    | Phil Kellard      |
| 40         | 18        | Der Gelegenheitskauf          | Take My Building, Please             | 5. Juli 1989         | 27. Dez. 1993                         | Roy Campanella II | Rick Kellard      |
| 41         | 19        | Im Kugelhagel                 | Some Of That Jazz                    | 12. Juli 1989        | 24. Mai 1991                          | Arlene Sanford    | Glen Merzer       |
| 42         | 20        | Der Belastungstest            | Goodnight, Sweet Hooperman           | 26. Juli 1989        | 21. Juni 1991                         | Betty Thomas      | Michael I. Wagner |